# TSV Geyer
Der TSV Geyer 1912  ist ein deutscher Sportverein aus Geyer im Erzgebirgskreis. Heimstätte ist das Stadion Thumer Straße, welches 1.000 Zuschauern Platz bietet. Der Club ist ein Nachfolgeverein der ISG Geyer.

## Sektion Fußball

Historisches Logo der ISG Geyer

Der TSV Geyer entstand im Jahr 1912 unter der Bezeichnung FK Geyer. Es folgte die Umbenennung in VfB 1912 Geyer. Der Verein spielte innerhalb des Verbandes Mitteldeutscher Ballspiel-Vereine in der Gauliga Obererzgebirge und in der Gauliga Erzgebirge. Im Gau Obererzgebirge konnte sich der VfB Geyer 1924/25, 1925/26 und 1926/27 die Gaumeisterschaft sichern und qualifizierte sich dadurch in diesen Jahren für die mitteldeutsche Fußballendrunde. Bei allen drei Teilnahmen schied Geyer jedoch bereits in der ersten Runde aus. Eine Teilnahme in der ab 1933 erstklassigen Gauliga Sachsen fand nicht statt.
1945 wurde der Club aufgelöst und als SG Geyer neu gegründet. Die lose Sportgruppe agierte in der Saison 1948/49 für eine Spielzeit in der LL Sachsen (SBZ), hatte in der damals höchsten ostdeutschen Spielklasse im Gegensatz zu den ehemaligen Gauligisten der SG Hartha sowie SG Mittweida keine realistische Chance zum Aufstieg zur neu gegründeten DS-Liga.
Im Anschluss wurde die SG mit dem Einsteigen diverser Trägerbetriebe ab 1951 in TSG Geyer sowie ab 1964 in ISG Geyer umbenannt. Auf sportlicher Ebene spielte die Industriesportgemeinschaft keine Rolle im höherklassigen DDR-Fußball. 1962 stiegen die Erzgebirger gemeinsam mit Dynamo Klingenthal und Aktivist Grube Deutschland Oelsnitz  in die damals viertklassige Bezirksliga Karl-Marx-Stadt auf, welche mit kurzzeitigen Unterbrechungen bis 1984 gehalten wurde. In den Spielzeiten 1962/63 sowie 1963/64 scheiterte Geyer hinter Motor Zschopau bzw. Motor Brand-Langenau nur knapp am möglichen Aufstieg zur drittklassigen II. DDR-Liga. Mitte der 1980er Jahre versank die ISG wieder in der Bedeutungslosigkeit des Karl-Marx-Städter Lokalfußballs.
1991 vollzog der Verein eine Umbenennung in TSV Geyer. Der TSV agiert seitdem ausnahmslos im erzgebirgischen Lokalbereich. Derzeitige Spielklasse ist die Kreisliga A Erzgebirge Ost.

## Statistik
- Teilnahme LL Sachsen (SBZ): 1948/49
- Teilnahme Bezirksliga Karl-Marx-Stadt: 1962/63 bis 1966/67, 1971/72 bis 1974/75, 1977/78, 1983/84

## Personen
- Kurt Lippert
- Harald Söldner
- Mirko Ullmann